# 匈牙利克朗
匈牙利克朗（magyar korona）是匈牙利在第一次世界大戰之後發行的貨幣，取代奧匈帝國克朗。由於發生惡性通貨膨脹，匈牙利克朗在1927年1月1日被匈牙利帕戈取代。在帕戈取代克朗時，1帕戈可以兌換12,500克朗。